# Roberto Ruiz (director de orquesta)
Roberto Ruiz, músico, director de orquesta. (Rosario, 5 de enero de 1934 - La Plata, Buenos Aires, Argentina, 15 de junio de 2019)  Miembro Honorífico de la Universidad Nacional de La Plata; fue declarado Ciudadano Ilustre de la misma ciudad y recibió el premio San Francisco Solano de la Unión de Compositores de Argentina, entre otros reconocimientos.
Era el mayor de los dos hijos que tuvieron el sastre Tomas Ruiz, de ascendencia andaluza y la modista Crescencia Casamassima de ascendencia italiana. Influenciado por su padre comenzó a estudiar piano.

## Estudios
A los 11 años, al comprobar que su padre no contaba con recursos como para comprarle un piano, se dedicó al violín. Participó luego en una orquesta juvenil del Círculo de Obreros y a los 19 años, ya en Buenos Aires, ingresó por concurso a la Orquesta Sinfónica Juvenil de Radio Nacional.
En 1957, cuando sólo tenía 23 años, ganó por concurso el cargo de director del Coro Universitario de la Universidad Nacional de La Plata (UNLP). Al respecto aclaraba: "Fue un jurado muy extraño y muy bravo. Lo conformaban todos los integrantes del coro". El Universitario de La Plata, primero en el país, había sido fundado en 1942: "la aparición de ese coro fue como un detonante, ya que en no más de veinte años, todas las sedes universitarias habían creado ya su coro".
Luego de estudiar dirección orquestal en la Facultad de Bellas Artes de La Plata, con Mariano Drago, resultó becado por el gobierno de Francia en 1965, donde perfeccionó sus estudios siguiendo cursos en dirección orquestal en el Conservatorio y en la “Ecole Normale de Musique” de París y en otras instituciones francesas.
Sus estudios musicales incluyeron formación en Dirección Coral y Orquestal, Contrapunto, Composición y Piano.

## Trayectoria
Regresó en 1968 y fundó -con otros músicos platenses como Carlos Sampedro, Roberto Poli, Guillermo Jacubowich y Héctor Almerares- la Orquesta Sinfónica Municipal, de la cual fue director hasta sus últimos días. En los últimos cuatro años se puso al hombro la lucha por conseguir que la Orquesta vuelva a ser considerada, ya que fue desestimada por la gestión de gobierno municipal.
También dirigió la Sinfónica de la Universidad Nacional de San Juan, la orquesta del Teatro Argentino de La Plata, la orquesta estable del Teatro Colón, la Sinfónica Nacional y la Filarmónica de Buenos Aires.
Desempeñó diferentes cargos en el Teatro Argentino de La Plata: fue director titular de la Orquesta Estable, director artístico y director general.
Su actuación se extendió a centros musicales de París, Viena, Frankfurt, Roma, Arezzo, Nueva York, Puerto Rico, Maracaibo, Montevideo, Santiago de Chile y México, entre otros países
El último concierto que ofreció fue a fines de marzo de 2019 fue en el Teatro de Cámara de City Bell.

## Premios
La Universidad Nacional de La Plata (Argentina) lo distinguió como Miembro Honorífico; fue declarado Ciudadano Ilustre de La Plata y recibió el premio San Francisco Solano de la Unión de Compositores de Argentina, entre otros reconocimientos 